# تتسوتو یامادا
تتسوتو یامادا (انگلیسی: Tetsuto Yamada؛ زادهٔ ۱۶ ژوئیهٔ ۱۹۹۲) بازیکن بیسبال اهل ژاپن است.